# Povoação
Povoação – miasto i gmina na Azorach (region autonomiczny Portugalii), na wyspie São Miguel. Według danych szacunkowych na rok 2011 liczy 6327 mieszkańców.

## Podział administracyjny
Gmina ta dzieli się na 6 sołectw (ludność wg stanu na 2011 r.)
- Povoação - 2161 osób
- Furnas - 1439 osób
- Nossa Senhora dos  Remédios - 1112 osób
- Ribeira Quente - 767 osób
- Água Retorta - 489 osób
- Faial da Terra - 359 osób